# Szeleste
Szeleste là một thị trấn thuộc hạt Vas, Hungary. Thị trấn này có diện tích 20,75 km², dân số năm 2010 là 694 người, mật độ 33 người/km².